# Rogal świętomarciński

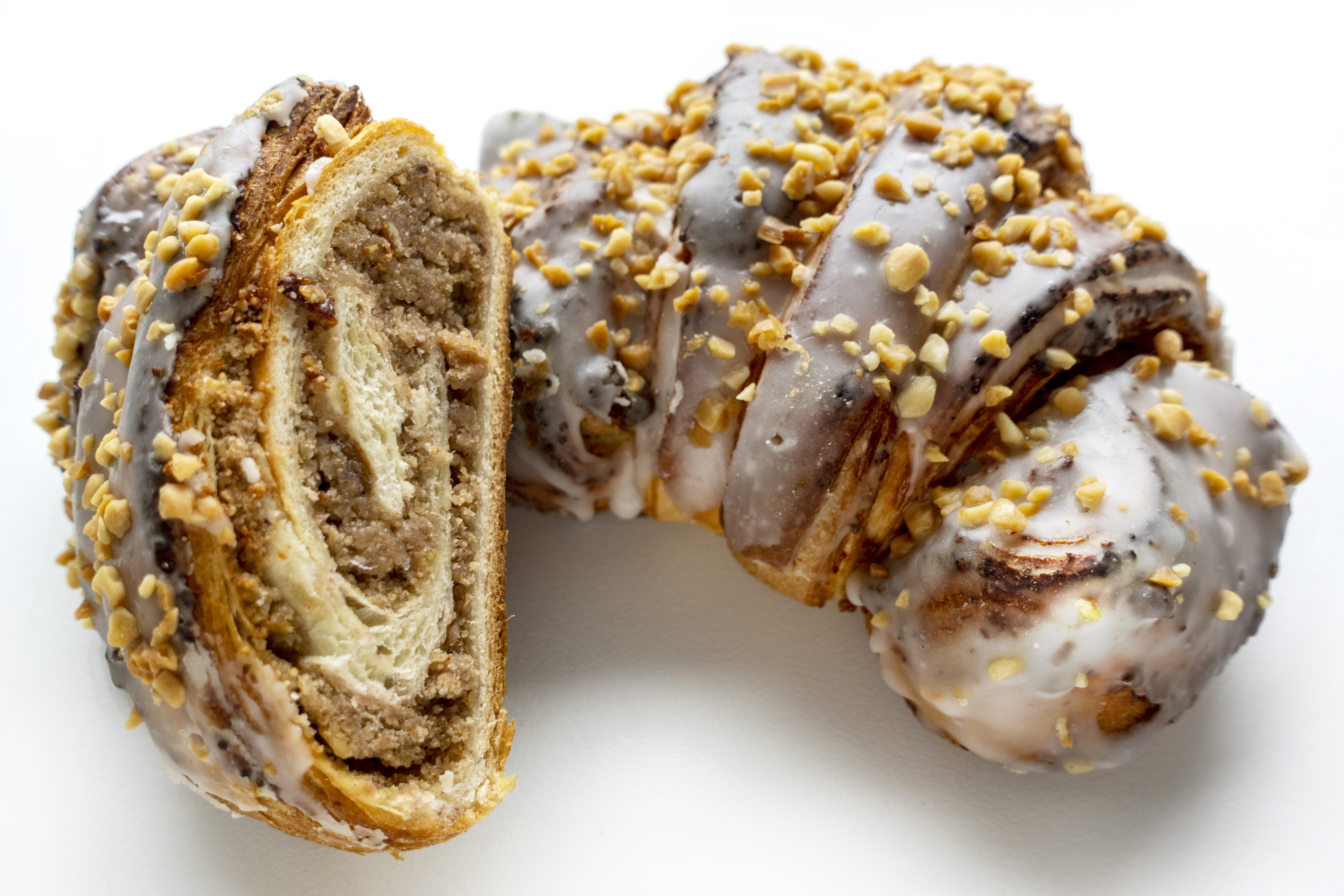
Rogal świętomarciński

Rogal świętomarciński – rogal z nadzieniem z białego maku tradycyjnie przygotowywany w Poznaniu i niektórych innych częściach Wielkopolski z okazji Dnia Świętego Marcina (11 listopada). Rogale świętomarcińskie są głównym wypiekiem podczas obchodów dnia ulicy Święty Marcin w Poznaniu.

## Historia

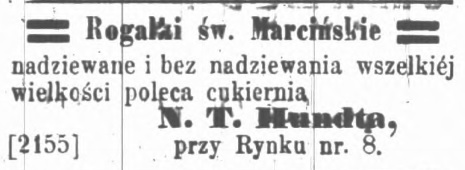
Reklama rogala marcińskiego z „Dziennika Poznańskiego” z 11 listopada 1860 roku

Tradycja ta wywodzi się z czasów pogańskich, gdy podczas jesiennego święta składano bogom ofiary z wołów lub, w zastępstwie, z ciasta zwijanego w wole rogi. Kościół łaciński przejął ten zwyczaj, łącząc go z postacią św. Marcina. Kształt ciasta interpretowano jako nawiązanie do podkowy, którą miał zgubić koń świętego.
W Poznaniu tradycja wypieku rogali świętomarcińskich na 11 listopada istniała już na pewno w 1860 roku, kiedy to opublikowano w „Dzienniku Poznańskim” najstarszą dziś znaną reklamę rogala świętomarcińskiego.
Popularna jest jednak legenda, że tradycja w obecnym kształcie narodziła się w listopadzie 1891 roku. Gdy zbliżał się dzień św. Marcina, proboszcz parafii św. Marcina ks. Jan Lewicki (ur. 1846, zm. 1909) zaapelował do wiernych, aby wzorem patrona zrobili coś dla biednych. Obecny na mszy cukiernik Józef Melzer, który pracował w pobliskiej cukierni, namówił swojego szefa, aby wskrzesić starą tradycję. Bogatsi poznaniacy kupowali smakołyk, a biedni otrzymywali go za darmo. Zwyczaj wypieku w 1901 roku przejęło Stowarzyszenie Cukierników. Po I wojnie światowej do tradycji obdarowywania ubogich powrócił Franciszek Rączyński, zaś przed zapomnieniem tuż po II wojnie światowej uratował rogala Zygmunt Wasiński.

## Współczesność

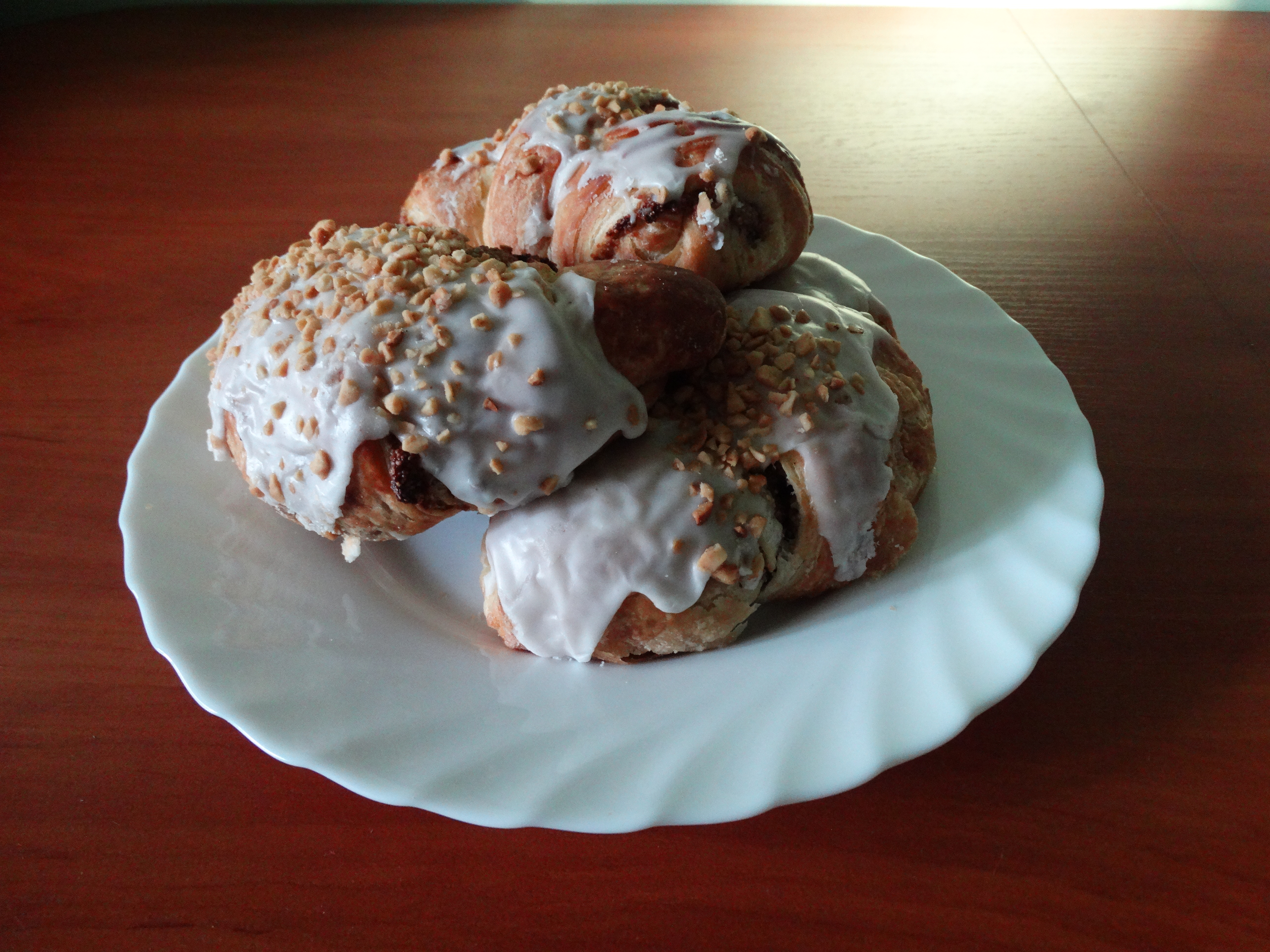
Rogale świętomarcińskie

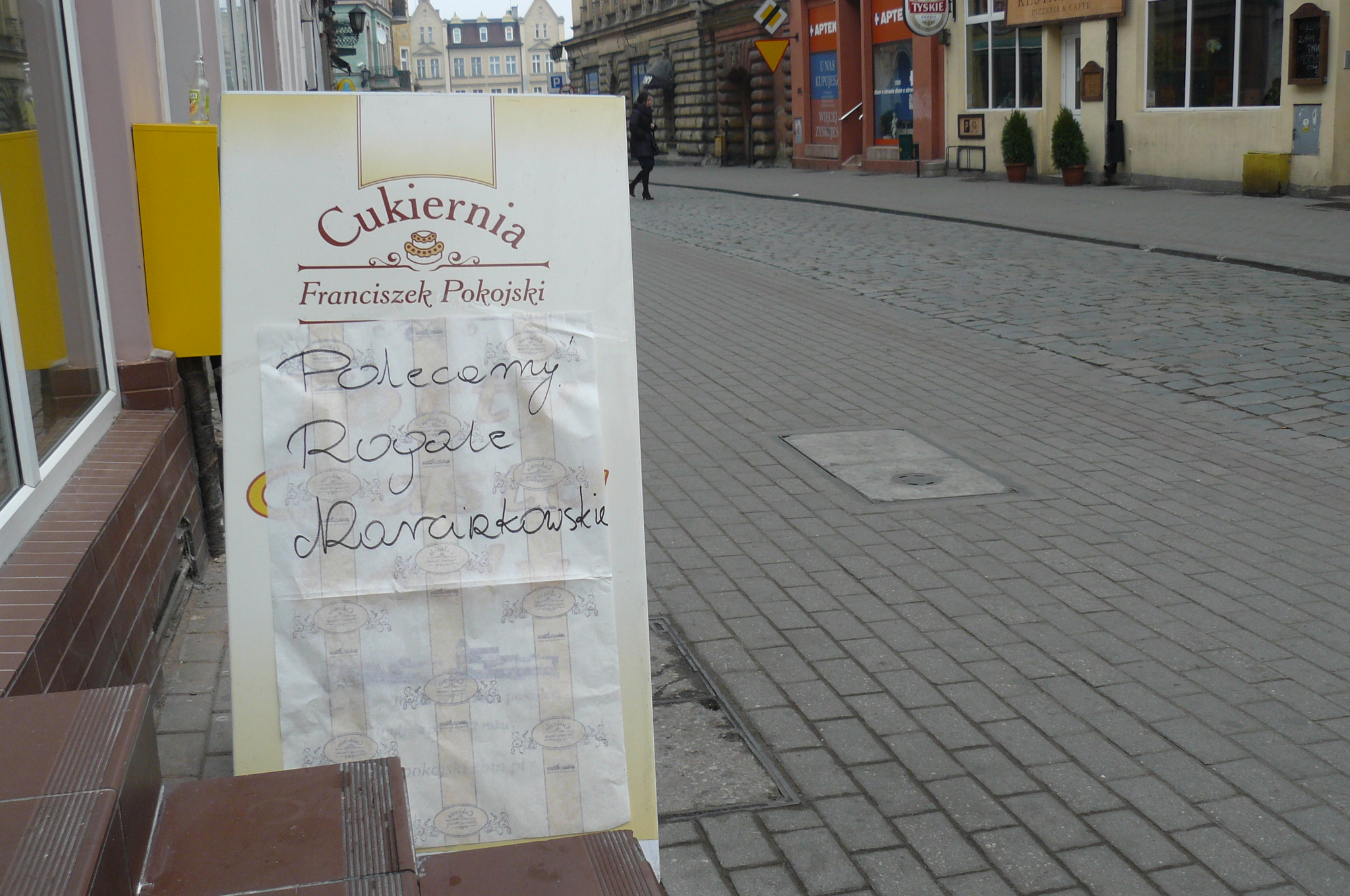
Rogal marcinkowski w Chełmży (przykład wyrobu wzorowanego na rogalu świętomarcińskim)

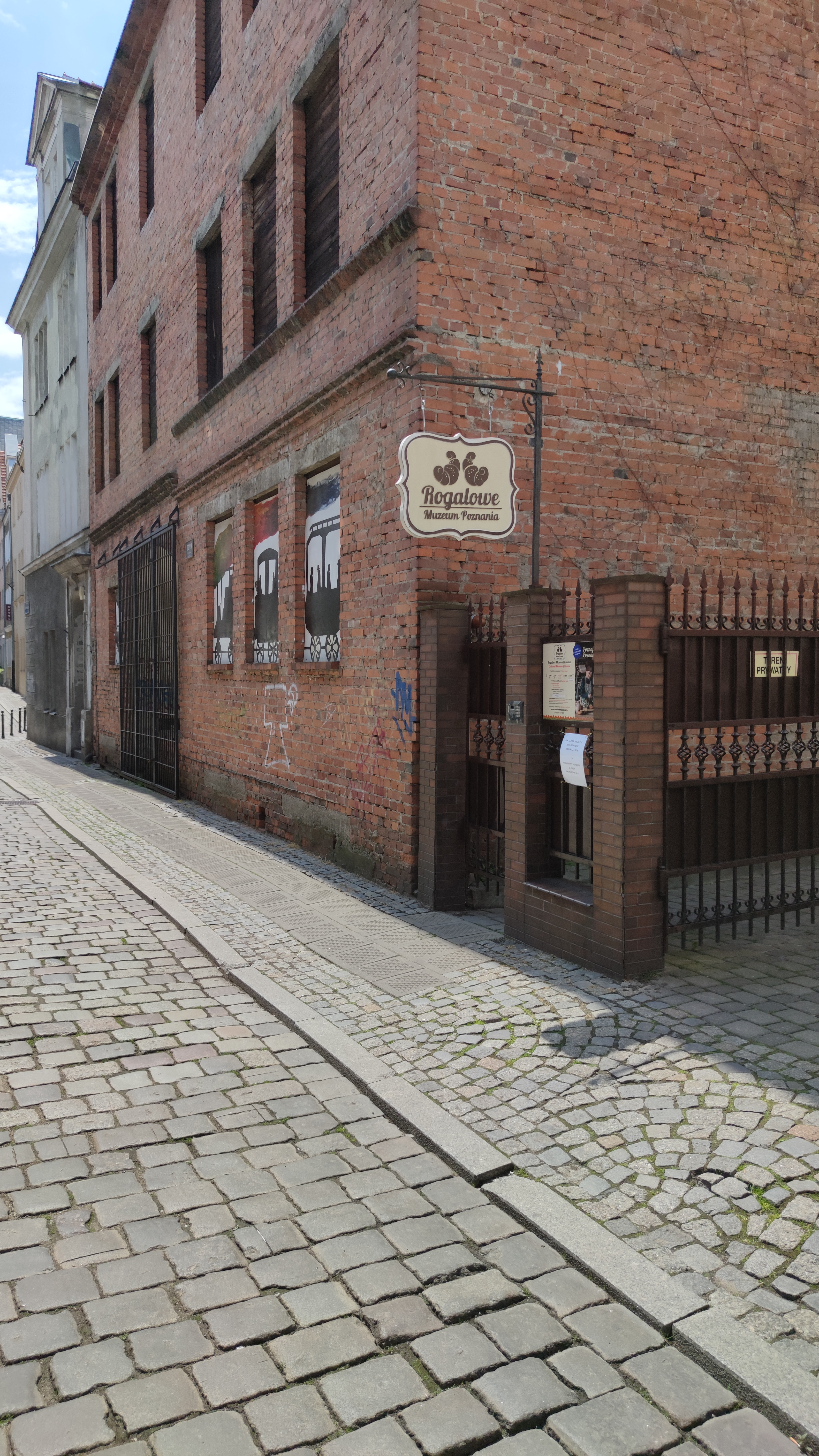
Rogalowe Muzeum Poznania

Aby cukiernia mogła używać nazwy „rogale świętomarcińskie”, musi uzyskać certyfikat Kapituły Poznańskiego Tradycyjnego Rogala Świętomarcińskiego, która powstała z inicjatywy Cechu Cukierników i Piekarzy w Poznaniu, Izby Rzemieślniczej i Urzędu Miasta Poznania. W 2015 roku certyfikat taki uzyskało 101 piekarni i cukierni. Rozporządzeniem Komisji (WE) nr 1070/2008 z dnia 30 października 2008 roku nazwa „rogal świętomarciński” została wpisana do rejestru chronionych nazw pochodzenia i chronionych oznaczeń geograficznych w Unii Europejskiej.
Rzemieślnicy zrzeszeni w Cechu Cukierników i Piekarzy w Poznaniu sprzedają w Dniu Świętego Marcina średnio 250 ton tego wyrobu, natomiast w skali rocznej sprzedaż wynosi 500 ton, co stanowi 2,5 miliona sztuk rogali. Od 2007 roku Caritas archidiecezji poznańskiej rozprowadza rogale, a zebrane fundusze przeznacza na różnorakie cele dobroczynne (w 2016 roku było to 20 000 sztuk).
Choć specyfikacja certyfikowanego produktu wyraźnie wskazuje, że ciasto musi być przygotowane na margarynie, niektóre cukiernie świadomie decydują się na zmianę przepisu i wykorzystanie masła. Argumentują to poprawą jakości i smaku wypieku (ciasto na maśle jest bardziej aromatyczne i chrupiące) oraz tradycją. Przed specyfikacją cukiernicy stosowali zarówno tłuszcze roślinne (które pojawiają się już w starych przepisach), jak i masło. Argumentem za margaryną jest to, że rozprowadza się łatwiej oraz znacznie obniża cenę produktu, a więc zwiększa jego dostępność.

## Specyfikacja
- ciasto półfrancuskie na bazie margaryny[11]
- nadzienie wyrabiane z białego maku z cukrem, okruchami ciasta biszkoptowego, masą jajeczną, margaryną, orzechami, rodzynkami, owocami w syropie lub kandyzowanymi (czereśnie, gruszka, skórka pomarańczowa) oraz aromatem migdałowym
- sposób zawijania ciasta (na kształt podkowy) i nakładania masy makowej (między warstwami ciasta) oraz dekorowanie pomadą i rozdrobnionymi orzechami[7]
- masa od 150 do 250 g (taka masa obowiązuje od 2013 roku, wcześniej certyfikowane rogale były wyłącznie duże – mogły ważyć od 200 do 250 g)[12]

## Inspiracje i nawiązania
- W 2017 roku Poczta Polska wypuściła specjalny znaczek z rogalem świętomarcińskim (w serii Polskie produkty regionalne) oraz okolicznościową kopertę z rogalem[13].
- Na Starym Rynku mieści się Rogalowe Muzeum Poznania poświęcone tradycji tego wypieku[14].
- W 2019 roku Lech Poznań wysłał rogale jako prezenty do wszystkich klubów ekstraklasy, rok wcześniej rozdawał je kibicom podczas meczu z Jagiellonią Białystok[15].